# At the Edge of Time
At the Edge of Time (срп. На ивици времена) је девети студијски албум немачког пауер метал бенда Блајнд Гардијан. Поред регуларне верзије албума, издата је и дигипак верзија са два компакт-диска, на другом диску се налази 8 бонус нумера. Дизајн насловнице је одрадио колумбијски уметник Фелипе Макадо Франко. Албум је у Европи објављен 30. јула 2010. док је спот за "A Voice in the Dark" објављен 3. августа 2010.

## Песме
Сву музику компоновали Андре Олбрих и Ханси Кирш, осим за песму "You're the Voice" на бонус диску.
1. "Sacred Worlds" - 9:19
2. "Tanelorn (Into the Void)" - 5:58
3. "Road of No Release" - 6.30
4. "Ride into Obsession" - 4.47
5. "Curse My Name" - 5:49
6. "Valkyries" - 6:34
7. "Control the Divine" - 5:25
8. "War of the Thrones" - 4:55
9. "A Voice in the Dark" - 5:41
10. "Wheel of Time" - 8:56
11. "Curse My Name (Оригинал)" - 5:13
12. "Valkyries (Продужена верзија)" - 6:51

- дигипак бонус диск

1. "Sacred Worlds (пред-продукцијска верзија)" - 6:49
2. "Wheel of Time (верзија са оркестром)" - 8:55
3. "You're the Voice (Радио верзија)" (Џон Фарнхам обрада) - 3:36
4. "Tanelorn (Into the Void) (Демо верзија)" - 5:58
5. "Curse My Name (Демо верзија)" - 4:42
6. "A Voice in the Dark (Демо верзија)" - 5:40
7. "Sacred (Видео клип)"
8. "A Journey to the Edge of Time (Студијски документарац)"

## Пријем
Албум месеца августа немачког магазина Metal Hammer.

## Састав

### Бенд
- Ханси Кирш – вокал
- Андре Олбрих – соло-гитара
- Маркус Зипен – ритам-гитара
- Фредерик Емке - бубњеви, фалуте и гајде

### Гостујући музичари
- Оливер Холцварт - бас-гитара